# Ejstrup Sø
Ejstrup Sø er en ca 48 ha stor sø lige nordvest for Ejstrupholm vest for Nørre Snede, i Ikast-Brande Kommune. Det er en hedesø, hvor der har været gravet brunkul.
Man forsøgte i 1800-tallet at tørlægge søen, men det blev opgivet igen.
Søen er i dag et privat rekreativt område, men med offentlig adgang, og der er anlagt en natursti omkring den.
Holtum Å, der er et tilløb til Skjern Å løber gennem søen fra sydøst mod vest.